# Медицинский персонал
Медици́нский персона́л, Медперсонал — медицинские работники, служащие в медико-санитарных учреждениях.

## Деление по старшинству
- Высший — врач и другие специалисты с высшим и послевузовским медицинским и фармацевтическим образованием[2].
- Средний — 1.фельдшер,
- 2. санитарный фельдшер,
- 3. фельдшер-лаборант,
- 4. военфельдшер, санинструктор (в войсковых соединениях),
- 5. фармацевт со средним  профессиональным медицинским образованием,
- 6. медсестра (медбрат), фельдшер-акушер (акушер, акушерка), зубной техник, помощник врача-эпидемиолога (паразитолога), помощник санитарного врача, инструктор-дезинфектор, инструктор по санитарному просвещению, помощник энтомолога, фармацевт, рентген-лаборант, инструктор по лечебной физкультуре, заведующий молочной кухней, медрегистратор (в поликлиническом учреждении), медицинский статистик, оптометрист[3], а также в ряде некоторых стран парамедик, лаборант, физиотерапевт, рентгенолог, диетолог и тому подобное.
- Младший — сестра-хозяйка, младшая медсестра (младший медбрат), санитар, санитарка, сиделка, няня, уборщик служебных помещений. |  | Этот раздел нужно дополнить. Пожалуйста, улучшите и дополните раздел. (26 марта 2014) |